# Salto con gli sci ai XXIV Giochi olimpici invernali
Le gare di salto con gli sci ai XXIV Giochi olimpici invernali di Pechino, in Cina, si sono svolte dal 5 al 14 febbraio 2022 al National Ski Jumping Centre. Si sono tenute cinque competizioni: trampolino normale maschile e femminile,  trampolino lungo maschile, la gara a squadre maschile e, per la prima volta ai Giochi olimpici, la gara a squadre mista.

## Calendario
|  | Qualificazione | F | Finale |

| Febbraio 2022                | 5 | 6 | 7 | 8 | 9 | 10 | 11 | 12 | 13 | 14 | Totale |
| ---------------------------- | - | - | - | - | - | -- | -- | -- | -- | -- | ------ |
| Trampolino normale maschile  |   | F |   |   |   |    |    |    |    |    | 1      |
| Trampolino lungo maschile    |   |   |   |   |   |    |    | F  |    |    | 1      |
| Gara a squadre maschile      |   |   |   |   |   |    |    |    |    | F  | 1      |
| Trampolino normale femminile | F |   |   |   |   |    |    |    |    |    | 1      |
| Gara a squadre mista         |   |   | F |   |   |    |    |    |    |    | 1      |
| Totale                       | 1 | 1 | 1 |   |   |    |    | 1  |    | 1  | 5      |

## Podi

### Uomini
| Evento                                 | Oro                                                       | Punteggio | Argento                                             | Punteggio | Bronzo                                                                   | Punteggio |
| Trampolino normale maschile (dettagli) | Ryōyū Kobayashi                                           | 275,0     | Manuel Fettner                                      | 270,8     | Dawid Kubacki                                                            | 265,9     |
| Trampolino lungo maschile (dettagli)   | Marius Lindvik                                            | 296,1     | Ryōyū Kobayashi                                     | 292,8     | Karl Geiger                                                              | 281,3     |
| Gara a squadre maschile (dettagli)     | Austria Stefan Kraft Daniel Huber Jan Hörl Manuel Fettner | 942,7     | Slovenia Lovro Kos Cene Prevc Timi Zajc Peter Prevc | 934,4     | Germania Constantin Schmid Stephan Leyhe Markus Eisenbichler Karl Geiger | 922,9     |

### Donne
| Evento                                  | Oro          | Punteggio | Argento           | Punteggio | Bronzo       | Punteggio |
| Trampolino normale femminile (dettagli) | Urša Bogataj | 239,0     | Katharina Althaus | 236,8     | Nika Križnar | 232,0     |

### Misto
| Evento                          | Oro                                                      | Punteggio | Argento                                                         | Punteggio | Bronzo                                                                        | Punteggio |
| Gara a squadre mista (dettagli) | Slovenia Nika Križnar Timi Zajc Urša Bogataj Peter Prevc | 1001,5    | ROC Irma Machinja Danil Sadreev Irina Avvakumova Evgenij Klimov | 890,3     | Canada Alexandria Loutitt Matthew Soukup Abigail Strate MacKenzie Boyd-Clowes | 844,6     |

## Medagliere
| Pos.   | Paese    | Oro | Argento | Bronzo | Totale |
| ------ | -------- | --- | ------- | ------ | ------ |
| 1      | Slovenia | 2   | 1       | 1      | 4      |
| 2      | Austria  | 1   | 1       | 0      | 2      |
| 2      | Giappone | 1   | 1       | 0      | 2      |
| 4      | Norvegia | 1   | 0       | 0      | 1      |
| 5      | Germania | 0   | 1       | 2      | 3      |
| 6      | ROC      | 0   | 1       | 0      | 1      |
| 7      | Canada   | 0   | 0       | 1      | 1      |
| 7      | Polonia  | 0   | 0       | 1      | 1      |
| Totale | Totale   | 5   | 5       | 5      | 15     |